# Свети Ђурђ
Свети Ђурђ је насељено место и седиште истоимене општине у Вараждинској жупанији, Хрватска. До територијалне реорганизације у Хрватској налазио се у саставу бивше велике општине Лудбрег.

## Становништво
На попису становништва 2011. године, општина Свети Ђурђ је имала 3.804 становника, од чега у самом Светом Ђурђу 652.

## Попис1991.
На попису становништва 1991. године, насељено место Свети Ђурђ је имало 725 становника, следећег националног састава:
| Попис 1991.‍  | Попис 1991.‍  | Попис 1991.‍ | Попис 1991.‍ | Попис 1991.‍ |
| ------------ | ------------ | ----------- | ----------- | ----------- |
|              |              |             |             |             |
| Хрвати       | Хрвати       |             | 693         | 95,58%      |
| Роми         | Роми         |             | 22          | 3,03%       |
| Срби         | Срби         |             | 3           | 0,41%       |
| Југословени  | Југословени  |             | 2           | 0,27%       |
| Словенци     | Словенци     |             | 1           | 0,13%       |
| неопредељени | неопредељени |             | 2           | 0,27%       |
| непознато    | непознато    |             | 2           | 0,27%       |
| укупно: 725  |              |             |             |             |